# Вибори Президента Ірану 2013
Одинадцяті вибори Президента Ірану відбулися 14 червня 2013 року, на них було обрано сьомого Президента Ірану, наступного після Махмуда Ахмадінежада. Новим президентом став Хассан Рухані.
Реєстрація кандидатів розпочалась 7 травня 2013 року і тривала 5 днів, до суботи 11 травня 2013 року. Кандидатури будуть переглянуті та відсіяні Радою вартових, остаточний список кандидатів був оприлюднений 21 травня.
Одночасно з виборами Президента відбудуться вибори до місцевих рад.
Отримавши 50,71 % голосів в першому турі перемогу на виборах здобув Хассан Рухані. Явка на виборах становила 72 %. Церемонія інавгурації новообраного президента відбулась 5 серпня 2013 року.

## Огляд

### Виборча система
Президент Ірану обирається більшістю голосів, та обіймає найвищу вибірну посаду в країні. Однак, він не контролює зовнішню політику та армію. Кандидати на посаду мають бути схвалені Радою вартових конституції, що складається з 12 чоловік, 6 кліриків (призначених Верховним лідером) та шістьох юристів (пропонуються головою суддів, затверджені парламентом).

### Попередні вибори
Попередні, десяті вибори Президента Ірану відбулись 12 червня 2009 року, чинний Президент Махмуд Ахмадінежад боровся за перемогу проти трьох конкурентів. Наступного після дня голосування ранку, офіційне агентство новин Ірану, що за результатом підрахунку близько 60 % голосів перемогу здобуває Ахмадінежад з 62 % голосів, і що Мір-Хоссейн Мусаві отримав 34 % голосів. Європейський Союз, та Велика Британія Сполучені Штати та інші західні країни висловили занепокоєння через виявлені неточності при підрахунку голосів, і численні аналітики, журналісти, оглядачі висловили сумніви у точності результатів. Тим часом, деякі країни-члени Організації Ісламської конференції а також Росія, Китай, Індія, та Бразилія привітали Ахмадінежада з перемогою.
Мусаві оприлюднив заяву, що не поступиться «цьому небезпечному фарсу» та закликав своїх прибічників боротися не звертаючись до насильства. В столиці країни, Тегерані, розпочались акції протесту проти фальсифікацій результатів голосувння та на підтримку Мусаві. Верховний лідер, аятолла Алі Хаменеї закликав іранців об'єднатись навколо Ахмадінежада. Мусаві подав офіційну скаргу до Ради вартових 14 червня. 15 червня, Хаменеї оголосив, що буде проведене розслідування стосовно заяв про фальсифікації, яке триватиме 7-10 днів. 16 червня Рада вартових заявила, що перерахує голоси. Однак, Мусаві стверджував, що зникло близько 14 млн невикористаних бюлетенів, що створило іще одну можливість підробити результати голосування. 29 червня виборча комісія завершила частковий перерахунок, та зробила висновок, що, попри протести опозиції, перемогу здобув Ахмадінежад.

## Кандидати

### Можливі
Вважається, що Рада вартових конституції відхиляє кандидатури будь-кого, хто насмілиться ставити під сумнів авторитет Верховного лідера Ірану аятолли Алі Хаменеї.
Очікувалось, що за владу змагатимуться чотири основні політичні угрупування:
- Традиційні консерватори: брали участь в парламентських виборах в березні 2012 р. під стягами Об'єднаного фронту принциплістів (англ. United Front of Principalists). Вважаються поміркованими в питаннях зовнішньої та внутрішньої політики.
- Ультра-консерватори: Фронт незмінності Ісламу (англ. Islamic Constancy Front). Лідером угрупування є Аятолла Месбах Яазді.
- Прибічники Ахмедінежада: попередні два угрупування вважають їх відступниками через прихильність до релігійно-націоналістичних ідей та спроб зменшити вплив священників.
- Реформісти: попри заяви колишнього Президента Мохаммада Хатамі про бойкот цією групою виборів, якщо не будуть звільнені колишні кандидати Мір-Хоссейн Мусаві та Мехді Карубі з-під домашнього арешту. Однак, ймовірно, що ця група висуне кандидата, який представлятиме інтереси міського середнього класу, секуляристів та поміркованих віруючих, які склали основу «зеленого руху» в 2009 році.

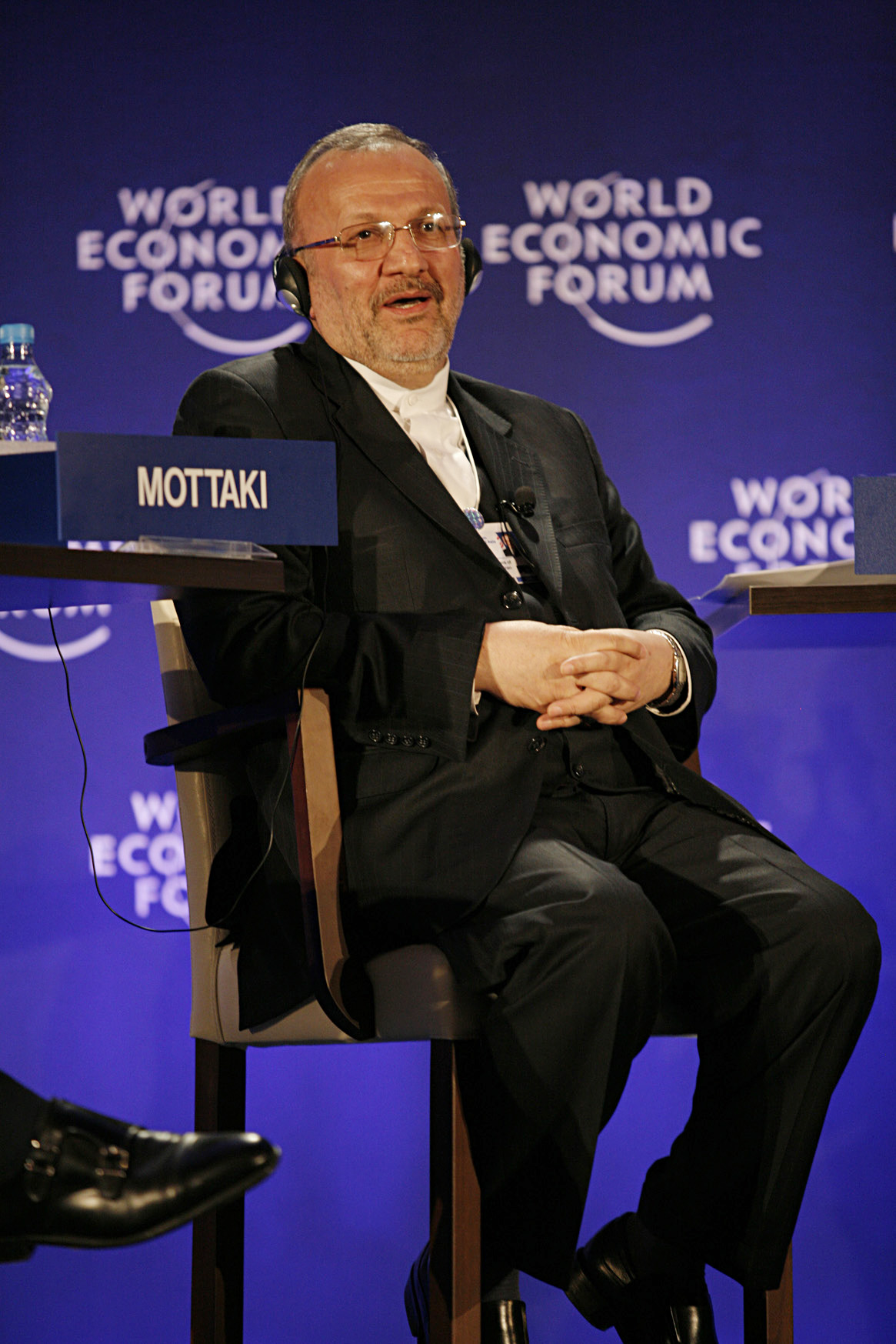
Манучер Моттакі, 2008 рік

Серед тих, хто міг взяти участь у виборах називали:
- Мохаммад Багер Галібаф: колишній командувач в лавах Революційної гвардії та голова поліції, на той час обіймав посаду мера Тегерану.
- Алі Акбар Велаяті: колишній міністр зовнішніх справ, радник Верховного лідера.
- Голам Алі Хаддад Адель: колишній спікер а на час виборів член парламенту. Наближений до Верховного лідера, донька одружена з сином Хаменеї. На парламентських виборах в березні 2012 р. отримав підтримку 25 % виборців в Тегерані.
- Алі Ларіджані: спікер парламенту. Балотувався на виборах Президента в 2005 році.
- Саїд Джалілі: представляв Іран на переговорах з ядерної програми. Користується підтримкою релігійних екстремістів.

За умови участі у виборах реформстів, найбільше шансів бути висунутим мав колишній президент Мохаммад Хатамі та його молодший брат, Мохаммад Реза Хатамі.

### Зголосились взяти участь
Оголосили про намір взяти участь у виборах:
- Манучер Моттакі — колишній міністр зовнішніх справ[24].
- Хассан Рохані — колишній представник Ірану на переговорах стосовно ядерної програми[25].
- Мохаммад Саідіка — колишній міністр житлового будівництва та розвитку міст[26][27].
- Мохсен Резаї — колишній командувач Революційної гвардії[28] (знаходиться в міжнародному розшуку Інтерпол у зв'язку з терактами в Буенос-Айресі)[29].
- Алі Фаллахіан — колишній міністр розвідки, член Ради експертів[30] (знаходиться в міжнародному розшуку Інтерпол у зв'язку з терактами в Буенос-Айресі)[29].
- аятолла Мохаммад Бакр Кхарразі — генеральний секретар організації Хезболла-Іран, член владної еліти Ірану. Пообіцяв повернути землі Перської імперії (Таджикистан, Вірменія, Азербайджан) втрачені в результаті підписання «принизливого» Туркманачайського мирного договору[31].
- Садек Ваїз-Задех, викладач в Тегранському університеті, колишній віце-президент країни[32].

### Зареєстровані
Офіційна реєстрація кандидатів відбувається з 7 до 11 травня 2013 року. Окрім реєстрації, кандидат має отримати дозвіл від Ради вартових.
Реєстрація кандидатів розпочалась вранці у вівторок 7 травня. За словами голови національної виборчої комісії Солата Мортазаві в перший день було подано на реєстрацію заявки від 62 кандидатів, в другий день було подано документи іще 64 кандидатів, загальна кількість заяв склала, за даними міністерства внутрішніх справ, 144, в третій день кількість поданих заяв склала 243. На четвертий день кількість поданих заяв склала 366.
Реєстрація кандидатів завершилась в Суботу 11 травня. За даними міністра внутрішніх справ Ірану Мостафи Мохаммад-Наджара, до МВС Ірану було подано 686 заяв на участь у виборах. Серед поданих заяв 30 було від жінок, вік наймолодшого кандидата склав 19 років, найстарішого — 87 років.
Документи на реєстрацію подали:
- Мустафа Кавакебіан, був дискваліфікований Радою вартових на виборах 2009 року[34][39].
- Хассан Рухані, колишній представник Ірану на переговорах стосовно ядерної програми[34][39].
- Камран Багері Ланкарані, колишній міністр охорони здоров'я[34].
- Алі Фаллахіан, колишній міністр інформації (розвідки), член Ради експертів (знаходиться в міжнародному розшуку Інтерпол у зв'язку з терактами в Буенос-Айресі)[29][36].
- Рухолла Ахмед Задех, колишній губернатор провінції Фарс[36].
- Мохаммад Реза Ареф, колишній віце-президент, має ліберальні погляди[37].
- Мохсен Резаї, колишній командувач Революційної гвардії (знаходиться в міжнародному розшуку Інтерпол у зв'язку з терактами в Буенос-Айресі)[37].
- Алі Реза Закані, член Маджлісу[37].
- Голам Алі Хадад-Адель, політично наближений до мера Тегерану[37].
- Мохаммад Багер Калібаф, мер Тегерану[40].
- Алі Акбар Джаванфекр, радник Президента Ахмадінежада[40].
- Давуд Ахмадінежад, старший брат Президента Ахмадінежада[40].
- Саїд Джалілі, головний представник Ірану на переговорах стосовно ядерної програми[40].
- Есфанд'яр Рахім-Мешаї, близький друг Президента Ахмадінежада[41].
- Алі Акбар Хашемі Рафсанджані, колишній Президент Ірану[40][41].
- Мохаммад Хассан Абу-Торабі Фард[40].
- Алі Акбар Велаяті, радник Верховного лідера з питань закордонних справ[38].

### Допущені до виборів
Кандидатури зареєстрованих кандидатів переглядає та відсіює Радою вартових протягом 5 днів, у разі потреби, термін може бути продовжено на іще на 5 днів, остаточний список кандидатів був оприлюднений у вівторок, 21 травня. Після оприлюднення остаточного списку затверджених кандидатів розпочилась передвиборна кампанія.
До виборів було допущено 8 кандидатів:
- Алі Акбар Велаяті.
- Мохаммад Багер Калібаф.
- Хассан Рухані.
- Мохаммад Реза Ареф.
- Мохсен Резаї.
- Саїд Джалілі.
- Голам Алі Хадад-Адель.
- Мохаммад Карразі.

Під час передвиборної компанії свої кандидатури зняли:
- Мохаммад Реза Ареф — 11 червня зняв кандидатуру на користь Хассана Рухані[43].
- Голам Алі Хадад-Адель — 10 червня зняв кандидатуру аби «не допустити поразки політичних союзників»[43][44].

## Підготовка до виборів
Ряд іранських високопосадовців неодноразово заявляли про відсутність наміру організації та проведення прозорих і чесних виборів.
На вихідних 26-27 січня 2013 року було заарештовано 14 журналістів, які належали до кола так званих «реформістів». За словами представників влади, причина арешту не стосується журналістської діяльності, офіційні звинувачення оприлюднені не були. Натомість агентство FARS повідомило, що журналісти співпрацювали з «опозицією» та з перськомовними ЗМІ за кордоном. Переслідувань з боку влади зазнали і журналісти, які співпрацювали з популярними іноземними ЗМІ, зокрема BBC Persian, Radio Farda та Voice of America. Протягом щонайменше тижня не було відомо і де утримують заарештованих, їм не були призначені адвокати. Мохаммад Джавад Ларіджані, генеральний секретар вищої ради Ірану з дотримання прав людини заявив, що «Служби безпеки Ірану дізнались про групу людей, пов'язаних зі спецслужбами європейських країн, зокрема, зі спецслужбами Великої Британії, які мали влаштувати саботаж в структурі кампанії президентських виборів». За його словами, їхнім завданням було «створити напружену атмосферу, яка би завадила спокою, який необхідний для змагання».
11 лютого 2013 були заарештовані обидві доньки опозиційного лідера Мір-Хоссейна Мусаві, в їхніх помешканнях були проведені обшуки. Оскільки сам Мусаві з дружиною знаходиться під домашнім арештом, а його можливості спілкування із зовнішнім світом сильно обмежені, то доньки служили кур'єрами для передачі повідомлень в опозиційні ЗМІ. Після проведення допитів обидві були звільнені з-під варти.
В оприлюдненій наприкінці лютого 2013 року доповіді генеральний секретар ООН Бан Кі Мун та спостерігач за дотриманням прав людини в Ірані Ахмед Шахід висловили стурбованість «зростанням частоти та посиленням жорстокості випадків переслідування в Ірані». Зокрема, генеральний секретар висловив глибоку занепокоєність через суворі обмеження, накладені на засоби масової інформації, переслідування і катування журналістів, захисників прав людини, адвокатів та опозиційних активістів а також представників релігійних меншин. Також в доповіді була висловлена стурбованість тим, масові арешти є частиною більшої кампанії з придушення діяльності незалежних видань і журналістів напередодні виборів.
Іранський комітет з дотримання прав людини назвав доповідь ООН «нелегальною» та «відірваною від реальності», покликаною чинити тиск на країну.
Пославшись на доповідь ООН про стан дотримання прав людини в Ірані, на початку березня 2013 року Європейський Союз застосував санкції проти близько 90 представників державних установ, засобів масової інформації, правоохоронців. Їм було заборонено в отриманні віз та заморожено рахунки. В списку осіб, проти яких застосовані санкції, знаходиться два судді та голова PressTV Мохаммад Сарафраз.
На початку березня 2013 були затримані два редактора поміркованих опозиційних видань, а також заборонений випуск двох щомісячних та одного щоденного опозиційного видання. Також на початку березня влада Ірану заблокувала роботу багатьох віртуальних приватних мереж (VPN). Використання VPN в країні заборонено та суворо контролюється владою після вуличних протестів 2009 року, але іранці ними користувались для вільного доступу до заборонених вебсайтів. Блокування роботи нелегальних VPN призвело до втрати доступу до таких популярних вебсайтів, як Facebook, Yahoo та Google Mail, стайтів опозиційних організацій, тощо.
В квітні середині квітня було оголошено про створення спеціального підрозділу Фаджр (Fajr) сил безпеки для спостереження за соціальними мережами в інтернеті, такими як Facebook та Twitter. Підрозділ має виявляти та стежити за будь-якою суспільною активністю пов'язаною з виборами.
За словами представника міністерства внутрішніх справ, поліція стежитиме за службами соціальних мереж, супутниковим телебаченням, та будь-якою активністю в інтернеті, аби бути повністю в курсі події під час виборів.
За повідомленнями іранських ЗМІ Міністерство освіти видало наказ призупинити навчання та відкласти іспити в усіх університетах країни приблизно за тиждень до і тиждень після виборів.
12 травня 2013 року було оприлюднено про рішення суду відновити акредитацію інформаційного агентства Ройтерс в Ірані. Ройтерс було позбавлено акредитації в кінці березня 2012 року.

## Перебіг
Реєстрація кандидатів на вибори розпочалась вранці у вівторок 7 травня 2013 року із відеозвернення міністра внутрішніх справ Мостафи Мохаммад-Наджара.
Чинний президент Ірану Махмуд Ахмадінежад супроводжував свого друга Есфанд'яр Рахім-Мешаї при реєстрації останнього в міністерстві внутрішніх справ для участі у виборах. Речник Ради вартових Аббас Алі Кадкодаї заявив, що «рада одноголосно дійшла висновку, що президент порушив закон та вчинив злочин, коли представив майбутнього кандидата на виборах». 150 із 290 членів Маджлісу (парламенту) звернулись з листом до Ради вартових з вимогою розглянути питання про порушення Ахмадінежадом законів. За повідомленнями місцевої преси, Ахмадінежаду може загрожувати до 6 місяців ув'язнення, або 74 удари. Однак прес-секретар уряду Голям-Хоссейн Ельхам спростував ці повідомлення, за його словами, жодного злочину у вчинку президента не було, оскільки він взяв вихідний на суботу та перебував у міністерстві в статусі звичайного громадянина.

### Голосування
14 червня відбулось голосування на виборах Президента Ірану, час закриття дільниць був подовжений чотири рази і перенесений на 23:00 за місцевим часом. Спочатку МВС Ірану вирішило подовжити термін голосування на дві години, потім — іще на годину, до 21:00 за місцевим часом. Втретє термін голосування був подовжений до 22:00 за місцевим часом.

### Результати першого туру
За результатами часткового підрахунку голосів в трійку лідерів потрапили Хассан Рухані, Мохаммад Багер Калібаф та Саїд Джалілі.
Остаточні результати підрахунку голосів показали, що перемогу на виборах здобув Хассан Рухані з 50,71 % голосів. Явка на виборах становила 72 %.
Лідерами перегонів стали:
1. Хассан Рухані: 18 613 329 / 50,71 %
2. Мохаммад Бакер Калібаф: 6 077 292 / 16,56 %
3. Саїд Джалілі: 4 168 946 / 11,36 %
4. Мохсен Резаї: 3 884 412 / 10,58 %
5. Алі-Акбар Велаяті: 2 268 753 / 6,18 %
6. Мохаммад Гаразі: 446 015 / 1,22 %